# Oedodactylus
Oedodactylus – rodzaj chrząszczy z rodziny kusakowatych i podrodziny żarlinków. Obejmuje cztery opisane gatunki. Zamieszkują krainę neotropikalną.

## Morfologia
Chrząszcze o mocno wydłużonym ciele.
Głowa jest szersza niż dłuższa, za oczami o szeroko zaokrąglonych brzegach bocznych i zaokrąglonych lub niewyrażonych kątach tylnych. W przeciwieństwie do pokrewnego Pseudoprocirrus pozbawiona jest poprzecznej listewki międzyczułkowej. Jej tylna krawędź jest ścięta lub niewyodrębniona, z listewką lub bez niej. Czułki nie mają pędzla kolcowatych szczecinek na co najwyżej nieco dłuższym od przedostatniego członie ostatnim. Szwy gularne są sobie najbliższe tuż przed środkiem długości. Aparat gębowy cechuje się bezzębną, acz zaopatrzoną w szeroki płat przednią krawędzią wargi górnej, rozdwojonym wierzchołkiem ząbka i placowatą prosteką na żuwaczkach oraz toporowatym i szerokim na szczycie ostatnim członem głaszczków szczękowych.
Nie krótsze niż szerokie, okrągławo-trapezowate, najszersze w przedniej ⅓ przedplecze ma zaokrąglone boczne krawędzie, pokrytą gęstym, pępkowatym punktowaniem powierzchnię oraz w pełni wykształconą listewkę krawędziową. Na tarczce wyrastają nieliczne szczecinki. Dłuższe od przedplecza pokrywy mają wykształcone kąty barkowe oraz szereg szczecinek na tylnej krawędzi. Hypomery są mikrorzeźbione i skąpo punktowane, a płaty za biodrami przedniej pary mogą mieć listewkę poprzeczną lub nie. Na basisternum przedtułowia pośrodkowe żeberko również występuje lub nie. Śródpiersie natomiast zawsze ma krótkie pośrodkowe żeberko. Odnóża przedniej pary mają człony stóp od pierwszego do trzeciego nabrzmiałe, czwarty nienabrzmiały, a piąty od spodu skąpo owłosiony.
Pozbawiony łuskowatej rzeźby odwłok ma trzeci segment o tergum i sternum oddzielonych paratergitem i tym samym pozbawiony listewek paratergalnych, segment siódmy o sternum i tergum oddzielonych oraz zaopatrzonych w listewkę nasadową, dziewiąte tergum zaopatrzone w długie i wąskie, równomiernie odgięte dobrzusznie wyrostki boczno-wierzchołkowe, a dziewiąte tergum zlane podstawą z poprzednim i wąsko na szczycie wydłużone. Genitalia samicy cechują się oddzielonymi pośrodkowo sklerytami, szerokim i zaostrzonym na szczycie gonokoksytem proksymalnymi oraz krótkim i na szczycie zaokrąglonym gonokoksytem dystalnym. Samiec ma lekko niesymetryczny, pozbawiony paramer i elementu nasadowego edeagus.

## Ekologia i występowanie
Owady te zasiedlają stanowiska wilgotne. Osobniki dorosłe znajdywane są pod kamieniami oraz przylatują do sztucznych źródeł światła.
Rodzaj neotropikalny, znany z Meksyku, Kostaryki, Wenezueli, Gujany, Brazylii, Paragwaju, Chile i Argentyny. Na północ sięga do stanów Morelos i Veracruz, zaś na południe do Regionu Metropolitalnego Santiago i prowincji Buenos Aires.

## Taksonomia
Takson ten wprowadzony został w 1861 roku przez Léona M.H. Fairmaire i Philiberta Germain na łamach „Annales de la Société entomologique de France”. Wyznaczenia O. fuscobrunneus gatunkiem typowym rodzaju dokonał w 1920 roku Robert Lucas. Do rodzaju zalicza się cztery opisane gatunki:
- Oedodactylus anceps Sharp, 1876
- Oedodactylus aper Sharp, 1887
- Oedodactylus fauveli Sharp, 1886
- Oedodactylus fuscobrunneus Fairmaire & Germain, 1862

Wyniki morfologicznej analizy filogenetycznej Lee Hermana z 2010 roku wskazywały na zajmowanie przez Oedodactylus pozycji bazalnej w obrębie podplemienia Procirrina. Z kolei wyniki analizy filogenetycznej Josha Jenkinsa Shawa i innych z 2020 roku wskazują na siostrzaną relację Oedodactylus z Pseudoprocirrus.